# Giro del Tagliaferro
Il Giro del Tagliaferro è un percorso escursionistico ad anello che si svolge intorno al Monte Tagliaferro, una delle più importanti vette della Valsesia, e permette di ammirare panorami e paesaggi molto differenti; dai ghiacciai del Monte Rosa ai boschi di conifere di Pedemonte.
Si svolge totalmente su sentieri di difficoltà escursionistica (E, a meno che non si decida di variare per la vetta, in quel caso EE o EEA) e attraversa tre valichi alpini: il Colle Mud, la Bocchetta della Moanda e il Passo del Vallarolo; il primo è molto conosciuto e passaggio di altre traversate alpine come la GTA.

## Punti di pernottamento
- Rifugio Ferioli, 2264 m.
- Baita Sociale Alpe Campo, 1923 m.
- Alpe Sattal, 2050 m.

## Accessi
Si può accedere a questa alta via dalla frazione Pedemonte di Alagna prendendo il sentiero che indica Rifugio Ferioli o Alpe Sattal, si incrocia il percorso dopo dieci minuti circa... O da Rima, per il sentiero segnalato Monte Tagliaferro, si incontra la via dopo 20 minuti.

## Descrizione dell’itinerario

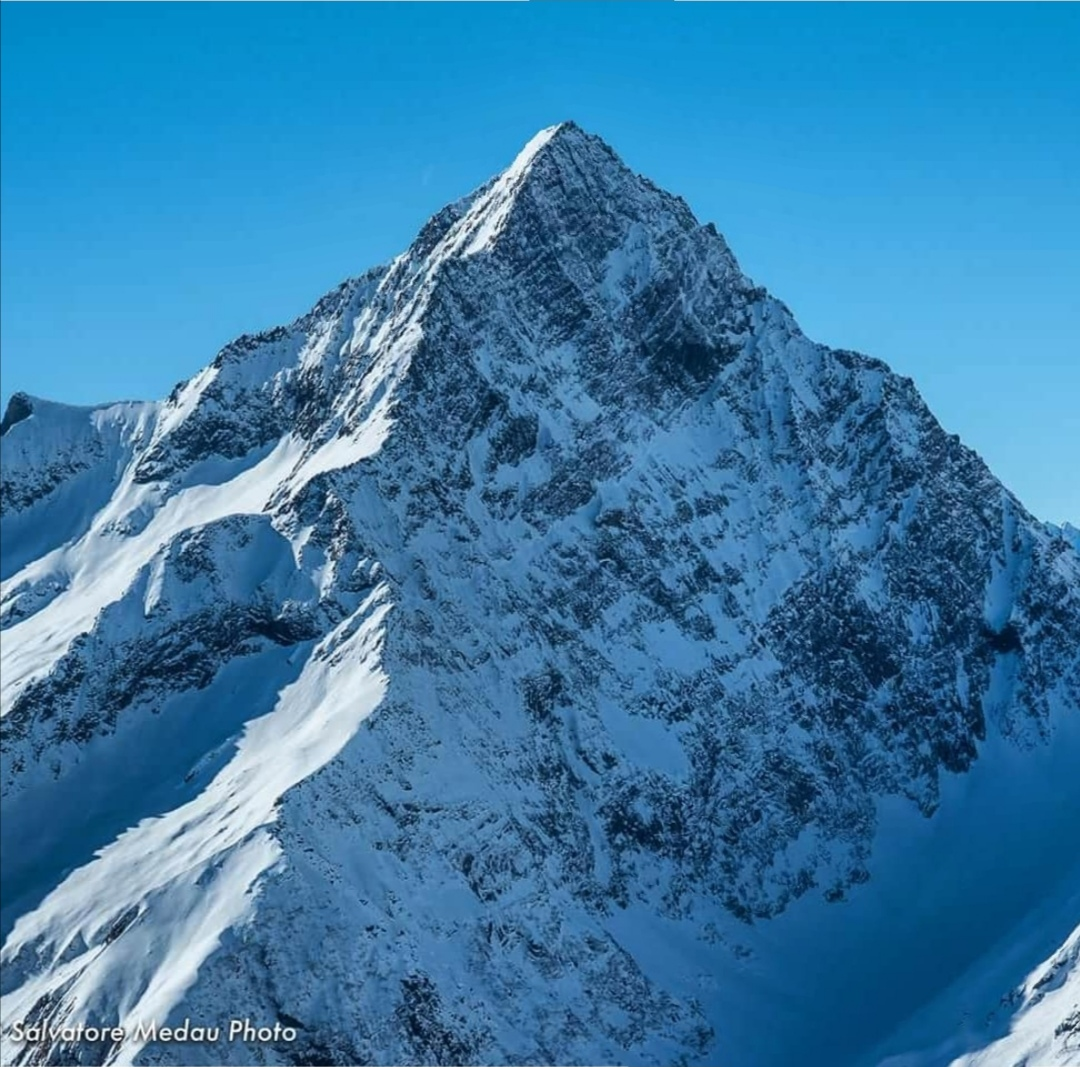
il Monte Tagliaferro

Da Rima all'alpe Campo per la b. di Moanda
Nel centro del paese ci sono vari cartelli che indicano Colle Mud e Monte Tagliaferro, seguirli, ci si trova su una bella mulattiera che sale a stretti ma non ripidi tornanti. Si arriva a un bivio, si prende il sentiero segnato Tagliaferro, si attraversa il Rio Valmontasca e si prosegue, il sentiero ora è più ripido e in 1,30h si arriva al Passo del Vallarolo, 2332 m. Da qui il tratto più disagevole del percorso fino alla Bocchetta di Moanda, poiché non segnalato. 1 h ancora e si arriva alla Bocchetta, che è il punto più elevato del giro, 2422 m. Da qui si incontra il sentiero che sale da Alagna e lo si percorre fino all'alpe Campo, 1,30 h. È possibile una deviazione per L'Alpe Sattal che costa 20 min. In più.
Tempo stimato tot: 4,30 h. Dislivello: +1300 m, - 650 m.
Dall'alpe Campo a Rima, per il Colle Mud.
Si scende verso Alagna e quasi ci si arriva (1,20 h), ma poco prima si incontra un'altra sentiero per il Colle Mud, lo si prende e con una salita graduale tocca prima il Rifugio Ferioli (2 h), poi il Colle Mud, 2324 m, 20 min.
La discesa seguente è molto agevole su bella mulattiera, in 2 h si è a Rima.
Tempo stimato tot: 5,30 h. Dislivello: +950 m, - 1500 m.